# Erazmo Roterdamski
Deziderije Erazmo Roterdamski (latinizirani oblik imena Desiderius Erasmus Roterodamus; Rotterdam, 28. listopada 1465. – Basel, 12. srpnja 1536.), često skraćeno Erazmo (Erasmus), pravim imenom Geert Geerts ↓1, nizozemski je humanist, katolički svećenik i teolog, bibličar, književnik, filolog, prevoditelj, filozof i polihistor. Ubraja se među najznačajnije osobe europskoga kršćanskoga humanizma. Pisao je u mnogim književnim oblicima, od pjesništva do traktata, a njegova izdanja Aristotela, Novoga zavjeta, Jeronima, Augustina, Ambrozija i inih temeljna su djela europske filologije i tekstovne kritike. Spis De ratione studii (»O načinu učenja«) prvi je sustavan program humanističkoga školskoga obrazovanja. Svojim je djelima umnogome nagovijestio doba prosvjetiteljstva. Crkvu je pozivao na evanđeosku jednostavnost, a evanđeoski ideal i kršćanstvo povezivao s humanizmom, promičući slobodu misli, evanđeoske i humanističke vrjednote.

## Životopis
Rođen je 28. listopada 1465. (prema nekim izvorima 1466.) u Rotterdamu. Gotovo je sigurno da je bio izvanbračno dijete, da mu je otac bio svećenik imenom Gerard Goud; o majci se zna malo toga osim imena - zvala se Margareta. Roditelji su mu rano umrli (za vrijeme kuge 1483.), a dobio je najbolje moguće obrazovanje toga doba - pohađao je niz samostanskih i polusamostanskih škola, u Deventeru i Herzogenboschu. S dvadeset i pet godina postao je svećenik i stupio u augustinski red, no čini se da nikad nije djelovao kao svećenik ili redovnik.
Prelazi u službu Henrija de Bergue, biskupa u Cambraiu. U toj službi ostaje pet godina, da bi zatim otišao na nastavak studija u Pariz.
Uzdržava se jedno vrijeme davanjem privatnih lekcija. Upoznaje mladoga engleskoga lorda Williama Mountjoya koji mu postaje prijatelj i mecena. U strahu pred epidemijom bježi iz Pariza te živi neko vrijeme u južnoj Francuskoj, a zatim odlazi u Englesku u kojoj stječe mnoge prijatelje u znanstvenim i političkim krugovima Londona. Iz zdravstvenih razloga vraća se na kontinent. Često se seli i naporno radi, neko vrijeme u Parizu, Orléansu, Rotterdamu i Louvainu. Zatim se vraća u Englesku i na Cambridgeu dobiva bakalaureat iz teologije. Izabran je za odgojitelja nezakonitoga sina kralja Jakova IV. Godine 1506. putuje u Italiju, doktorira u Torinu, posjećuje Bolognu i Rim. U Veneciji ga ugošćuje tiskar i izdavač Aldo Manuzio koji objavljuje njegovu zbirku sentencija Adagia (»Izreke«), koja je postala iznimno popularna i utjecajna. Neko je vrijeme u Padovi uz svoga štićenika, a potom u Rimu. Prihvaća poziv novoga engleskog kralja Henrika VIII. te po treći put odlazi u Englesku. 
Mnogo važnija od Erazmovih putovanja njegova su djela. Tijekom boravka u Engleskoj počeo je filološki ispitivati grčke rukopise Novog zavjeta kako bi priredio novo izdanje i latinski prijevod. Erazmovo je izdanje objavio Froben u Baselu (1516.) i ono je postalo temeljem znanstvenoga proučavanja Biblije tijekom Reformacije. Bio je to prvi pokušaj kritičkoga ispitivanja kvalitete prijevoda Novog zavjeta.
Stanujući u kući kancelara Thomasa Morea piše i posvećuje domaćinu svoju Encomium Moriae (»Pohvalu ludosti«), satiru ondašnjih crkvenih i društvenih prilika. Ovaj je tekst i danas Erazmovo najpoznatije i najprevođenije djelo. 
Pozvan je na Sveučilište u Cambridgeu na kojemu predaje grčki jezik i egzegezu, a kada mu se izjalovio pokušaj da se posredstvom novog pape zaposli u Rimu polazi na duže putovanje po Njemačkoj, u kojoj je pozvan na dvor Karla Habsburškog u Bruxellesu s titulom kraljevskoga savjetnika i rentom od 400 florina. Njegov boravak u Bruxellesu poklapa se s počecima Reformacije. Luther i čitav reformatorski krug očekuje Erazmovo pristupanje pokretu, kao istaknutomu kritičaru papinstva i crkvenih zlouporaba. Ali Erazmo, unatoč svojim simpatijama za proturimski smjer Reformacije i unatoč prijateljstvu s mnogim njezinim pobornicima, čuva svoju javnu neutralnost.
Godine 1522., prigodom objavljivanja Erazmovih Colloquia (»Razgovora«), Luther definitvno odbacuje Erazma. Od tada počinje njihovo neprijateljstvo. Na Erazmovu raspravu De libero arbitrio (»O slobodi volje«) Luther odgovara žučljivim pamfletom De servo arbitrio (»O porobljenoj volji«), u kojemu Erazma naziva pironovcem, epikurejcem, ateistom i svetogrdnikom. Erazmo odgovara na Lutherove ispade (Hyperaspistes).  
Sorbonne pokreće protiv njega proces, osuđuje ga kao neprijatelja Crkve (1527.), a prevoditelj njegovih »Razgovora«, Louis Berquin, spaljen je na lomači. Napadnut klevetama sklanja se u Basel, iz kojega bježi zbog vjerskih nemira. Neko vrijeme živi u Freiburgu (Breisgau). Zbog zdravstvenih razloga ipak se vraća u Basel i posve povlači iz znanstvenog rada. Odbija poziv Klementa VII. na koncil u Augsburgu i breve Pavla III., kojim mu papa dodjeljuje priorat u Deventeru, godišnju rentu od 3 000 forinti i navješćuje kardinalsku čast. Smrt (12. srpnja 1536.) pretječe ostvarenje njegove želje povratka u rodnu Nizozemsku pa umire u kući svog dugogodišnjega prijatelja, baselskoga izdavača Frobena.

## Biblistika i egzegeza
Priredio je tumačenja novozavjetnih tekstova o Navještenju, Isusovu rođenju, svadbi u Kani Galilejskoj i o Isusovoj muci na Kalvariji.

## Mariologija
Priredio je misni obrazac za blagdan Gospe Loretske te napisao molitvu Blaženoj Djevici Mariji naslovljenu Pozdrav Djevici. Drži da je Mariju bog obdario izvanrednim darovima, smatra ju Majkom Božjom i postavlja kršćanima kao uzorom življenja evanđelja. Suprotstavio se reformacijskim piscima koji su umanjivali njezinu ulogu u povijesti spasenja, te pozivao na dostojnu marijansku pobožnost. U Pohvali ludosti navodi: „Pravo i najvažnije štovanje presvete Djevice sastoji se u četiri čina: hvaljenju, čašćenju, zazivanju i nasljedovanju. Najvažnije je nasljedovanje, jer bez njega svi ostali čini ostaju neplodni, a ono samo sadrži sve ostale.” Misni obrazac u čast Gospe Loretske (Lauretanske) priređuje 1525., na poticaj župnika Teobalda Bietricia, a odobrava ga besançonski biskup. Uz obrazac, Bietriciu je dopisao: „Majka Djevica radovat će se ako Loreto cvjeta za nju i ako dovede mnoge vjernike ljubavi svoga Sina”. Predložak zaključuje prošnjom: „Budi milostiva, Djevice, onima koji te slave pobožnim pjesmama. Otkloni srdžbu Božju da ne udari munjom gješnike! Budi lovorika i raduj se što te posvuda zazivaju Loretska, sve do na kraj svijeta, i što ti se posvuda podižu novi oltari”. Uz opis Gospina svetišta u engleskomu Walsinghamu, navodi i molitvu koju je tamo molio: „O, Djevice Marija, koja si svojim djevičanskim grudima dojila svoga Sina, gospodara neba i zemlje, molimo te, nakon što Njegovom krvlju budemo očišćeni svake prijevare i obmane, da čeznemo za pravim mlijekom evanđelja, kako bismo postigli zrelost punine Kristove.”